# 1SWASP J093010.78+533859.5
1SWASP J093010.78+533859.5 är det första upptäckta systemet av fem stjärnor. Den upptäcktes med information från SuperWASP. Ursprungligen upptäcktes ett stjärnpar. Sedan upptäcktes ett annat, på ett avstånd på 21 miljarder kilometer (ungefär tre gånger avståndet mellan solen och Pluto). Slutligen upptäcktes en femte stjärna, 2 miljarder kilometer från det senare upptäckta paret.